# 5. etape af PostNord Danmark Rundt 2021
5. etape af PostNord Danmark Rundt 2021 er en 10,8 km lang enkeltstart, der bliver kørt den 14. august 2021. Det er løbets sidste etape, og starter og slutter på Frederiksberg Allé på Frederiksberg. Efter starten køres der ad Madvig allé, Gammel Kongevej og videre forbi Frederiksberg Rådhus, hen ad Smallegade og Peter Bangs Vej til vendepunktet for enden af Peter Bangsvej, inden rytterne skal samme vej retur. Der er i alt 24 højdemeter.

## Resultater

### Etaperesultat
| \| Etaperesultat \| Etaperesultat \| Etaperesultat \| Etaperesultat \| Etaperesultat \| \| Rytter \| Rytter \| Hold \| Tid \| \| \| ------------- \| -------------------- \| ---------------------- \| ------------- \| ------------- \| \| 1. \| Remco Evenepoel \| Deceuninck-Quick Step \| 12' 13" \| \| \| 2. \| Søren Kragh Andersen \| Team DSM \| + 1" \| \| \| 3. \| Mads Pedersen \| Trek-Segafredo \| + 6" \| \| \| 4. \| Edoardo Affini \| Jumbo-Visma \| + 7" \| \| \| 5. \| Jannik Steimle \| Deceuninck-Quick Step \| + 14" \| \| \| 6. \| Mike Teunissen \| Jumbo-Visma \| + 20" \| \| \| 7. \| Mattias Skjelmose \| Trek-Segafredo \| + 23" \| \| \| 8. \| Morten Hulgaard \| Uno-X Pro Cycling Team \| + 28" \| \| \| 9. \| Mark Cavendish \| Deceuninck-Quick Step \| + 31" \| \| \| 10. \| Adam Holm Jørgensen \| BHS-PL Beton Bornholm \| + 33" \| \| |                      |                        |         |
| |                      |                        |         |
| Kilde: ProCyclingStats |                      |                        |         |
| Etaperesultat |                      |                        |         |
| Rytter | Rytter               | Hold                   | Tid     |
| 1. | Remco Evenepoel      | Deceuninck-Quick Step  | 12' 13" |
| 2. | Søren Kragh Andersen | Team DSM               | + 1"    |
| 3. | Mads Pedersen        | Trek-Segafredo         | + 6"    |
| 4. | Edoardo Affini       | Jumbo-Visma            | + 7"    |
| 5. | Jannik Steimle       | Deceuninck-Quick Step  | + 14"   |
| 6. | Mike Teunissen       | Jumbo-Visma            | + 20"   |
| 7. | Mattias Skjelmose    | Trek-Segafredo         | + 23"   |
| 8. | Morten Hulgaard      | Uno-X Pro Cycling Team | + 28"   |
| 9. | Mark Cavendish       | Deceuninck-Quick Step  | + 31"   |
| 10. | Adam Holm Jørgensen  | BHS-PL Beton Bornholm  | + 33"   |

### Klassement efter etapen
| \| Samlede stilling \| Samlede stilling \| Samlede stilling \| Samlede stilling \| Samlede stilling \| \| Rytter \| Rytter \| Hold \| Tid \| \| \| ---------------- \| ---------------- \| --------------------- \| ---------------- \| ---------------- \| \| 1. \| Remco Evenepoel \| Deceuninck-Quick Step \| \| \| \| 2. \| Mads Pedersen \| Trek-Segafredo \| \| \| \| 3. \| Mike Teunissen \| Jumbo-Visma \| \| \| |                 |                       |     |
| |                 |                       |     |
| Kilde: ProCyclingStats |                 |                       |     |
| Samlede stilling |                 |                       |     |
| Rytter | Rytter          | Hold                  | Tid |
| 1. | Remco Evenepoel | Deceuninck-Quick Step |     |
| 2. | Mads Pedersen   | Trek-Segafredo        |     |
| 3. | Mike Teunissen  | Jumbo-Visma           |     |

#### Pointkonkurrencen
| Pointkonkurrence | Pointkonkurrence   | Pointkonkurrence         | Pointkonkurrence | Pointkonkurrence |
| Rytter           | Rytter             | Hold                     | Point            |                  |
| ---------------- | ------------------ | ------------------------ | ---------------- | ---------------- |
| 1.               | Mads Pedersen      | Trek-Segafredo           |                  |                  |
| 2.               | Giacomo Nizzolo    | Qhubeka NextHash         |                  |                  |
| 3.               | Dylan Groenewegen  | Jumbo-Visma              |                  |                  |
| 4.               | Tosh Van der Sande | Lotto-Soudal             |                  |                  |
| 5.               | Mike Teunissen     | Jumbo-Visma              |                  |                  |
| 6.               | Colin Joyce        | Rally Cycling            |                  |                  |
| 7.               | Sebastian Nielsen  | Restaurant Suri-Carl Ras |                  |                  |
| 8.               | Mark Cavendish     | Deceuninck-Quick Step    |                  |                  |
| 9.               | Remco Evenepoel    | Deceuninck-Quick Step    |                  |                  |
| 10.              | Aaron Van Poucke   | Sport Vlaanderen-Baloise |                  |                  |

#### Bakkekonkurrencen
| Bjergkonkurrence | Bjergkonkurrence       | Bjergkonkurrence          | Bjergkonkurrence | Bjergkonkurrence |
| Rytter           | Rytter                 | Hold                      | Point            |                  |
| ---------------- | ---------------------- | ------------------------- | ---------------- | ---------------- |
| 1.               | Rasmus Bøgh Wallin     | Danmark                   | 40 point         |                  |
| 2.               | Emil Toudal            | BHS-PL Beton Bornholm     | 40 point         |                  |
| 3.               | Frederik Irgens Jensen | BHS-PL Beton Bornholm     | 32 point         |                  |
| 4.               | Jannik Steimle         | Deceuninck-Quick Step     | 16 point         |                  |
| 5.               | Julien Bernard         | Trek-Segafredo            | 12 point         |                  |
| 6.               | Jesper Hansen          | Riwal Cycling Team        | 12 point         |                  |
| 7.               | Daniel Stampe          | Danmark                   | 12 point         |                  |
| 8.               | Norbert Banaszek       | HRE Mazowsze Serce Polski | 12 point         |                  |
| 9.               | Anders Foldager        | Danmark                   | 12 point         |                  |
| 10.              | Jakub Kaczmarek        | HRE Mazowsze Serce Polski | 12 point         |                  |

#### Bedste unge rytter
| Ungdomskonkurrence | Ungdomskonkurrence | Ungdomskonkurrence | Ungdomskonkurrence | Ungdomskonkurrence |
| Rytter             | Rytter             | Hold               | Tid                |                    |
| ------------------ | ------------------ | ------------------ | ------------------ | ------------------ |

#### Holdkonkurrencen
| Holdkonkurrence | Holdkonkurrence | Holdkonkurrence | Holdkonkurrence |
| Hold            | Hold            | Tid             |                 |
| --------------- | --------------- | --------------- | --------------- |